# 陶汉林
陶汉林（1991年6月4日—），生于山东省济南市，中国职业篮球运动员，司职中锋。